# Vicente López
Vicente López är en ort i Argentina. Det är en nordlig förort till Buenos Aires, belägen vid atlantkusten. Folkmängden uppgick till cirka 270 000 invånare vid folkräkningen 2010.